# Anne Lucy Bosworth
Anne Lucy Bosworth   (Woonsocket, 29 de setembre de 1868 - Cleveland, 15 de maig de 1907) va ser una matemàtica nord-americana que es va convertir en la primera professora de matemàtiques de l'actual Universitat de Rhode Island, i més tard va ser la primera estudiant de doctorat del matemàtic alemany David Hilbert.
Bosworth era originària de Woonsocket, Rhode Island. Quan tenia quatre anys, el seu pare i una germana van morir i va créixer en una família de dones: la seva mare (bibliotecària), la seva àvia (també vídua), i la seva tia

## Vida i obra
La seva mare, Ellen, bibliotecària a Woonsocket (Rhode Island), va enviudar quan ella tenia molt pocs anys i van viure les dues amb la seva àvia. Després d'estudiar a les escoles públiques de Woonsocket, el 1886 va ingressar al Wellesley College, en el qual es va graduar el 1890. Després de graduar-se, va ser professora durant dos cursos al institut d'Amesbury (Massachusetts), fins que el 1892 que va ser nomenada professora de matemàtiques del Rhode Island College of Agricultural and Mechanical Arts (actualment universitat de Rhode Island) a la ciutat de Kingston.
Els estius de 1894, 96 i 97 va estudiar a la universitat de Chicago i el 1898 va aconseguir un any sabàtic per anar a la universitat de Göttingen i estudiar amb David Hilbert qui li va dirigir la tesi doctoral el 1899, la primera que Hilbert va dirigir a una dona. Durant la seva estança a Göttingen va fer recerca en fonaments de la geometria juntament amb Max Dehn i Georg Hamel i també va conèixer l'enginyer nord-americà Theodore Moses Focke que, com ella, estava estudiant física i matemàtiques a Göttingen.
En retornar als Estats Units, va reprendre les seves classes al Rhode Island College uns anys, però en casar-se amb Theodore Focke, se'n va anar a viure a Cleveland, on ell era professor del Case Institute of Technology. Al cap de pocs anys va morir d'una pneumònia.